# بلنغ لو
بلنغ لو هي قرية في مقاطعة بارس أباد، إيران. عدد سكان هذه القرية هو 789 في سنة 2006.